# Mirko Štefković

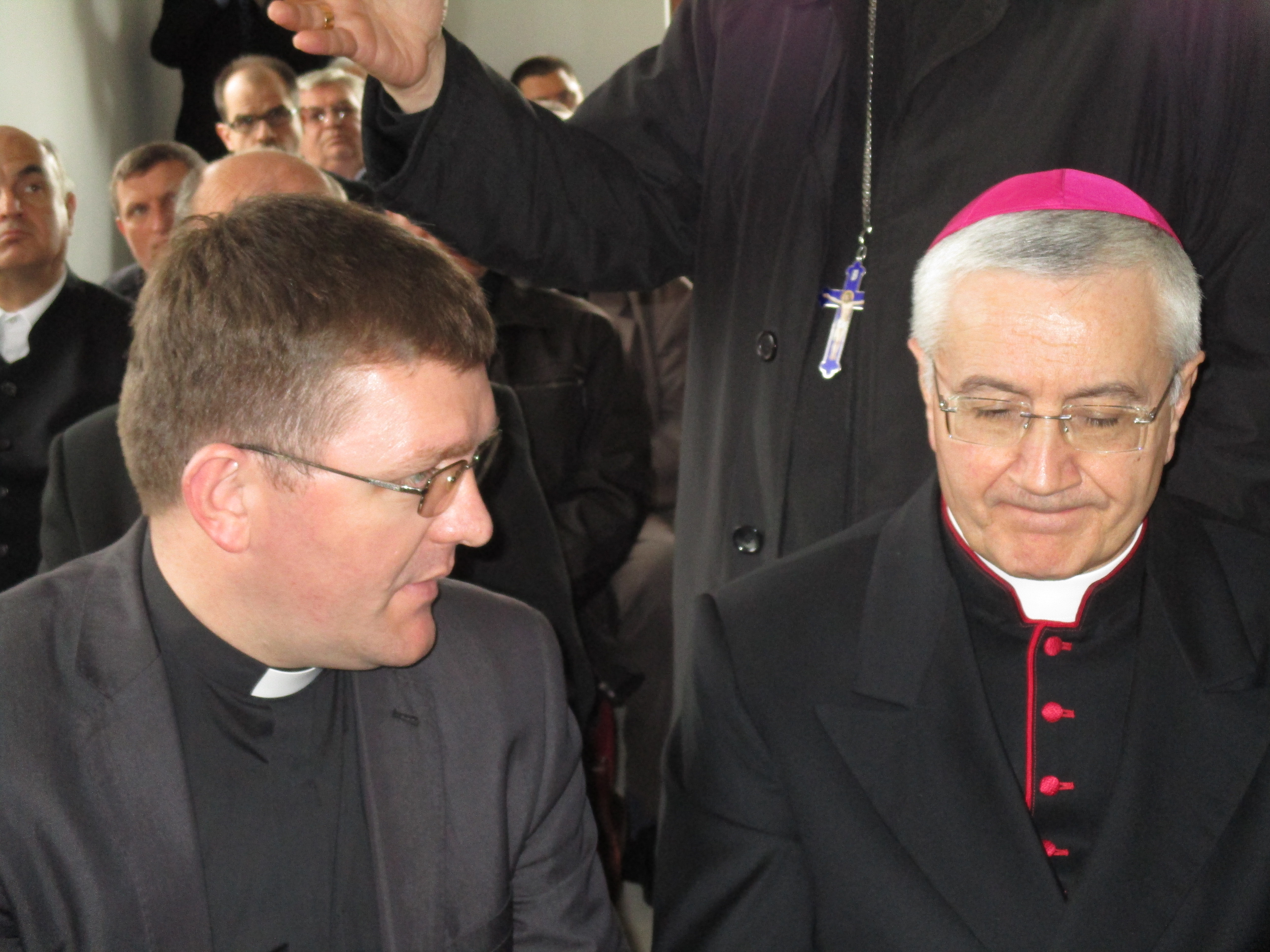
Mirko Štefković (links, 2016)

Wappen von Mirko Štefković.

Mirko Štefković (* 24. September 1977 in Subotica, Jugoslawien) ist ein serbischer römisch-katholischer Geistlicher und Bischof von Zrenjanin.

## Leben
Mirko Štefković wuchs in Stari Žednik und in Subotica auf. In seiner Jugend wirkte er im Domchor der Kathedrale St. Teresa von Ávila in Subotica mit. Er besuchte die Grundschulen in Donji Tavankut und in Stari Žednik sowie später das Kleine Seminar Paulinum in Subotica, an dem er 1996 das Abitur erlangte. Anschließend leistete er Militärdienst in Niš. Danach studierte er von 1998 bis 2000 Philosophie an der Päpstlichen Universität Urbaniana und von 2000 bis 2003 Katholische Theologie an der Päpstlichen Universität Gregoriana in Rom. Daneben absolvierte er ein pastorales Praktikum in der Casa Balthasar in Rom. Durch den Bischof von Subotica, János Pénzes, empfing Štefković am 3. Mai 2003 in der Kirche Il Gesù in Rom die Diakonenweihe und am 29. Juni 2004 in der Kathedrale St. Teresa von Ávila in Subotica das Sakrament der Priesterweihe für das Bistum Subotica. Nach weiterführenden Studien an der Päpstlichen Universität Gregoriana erwarb er 2006 mit einer Arbeit über den Glaubensakt bei Hans Urs von Balthasar und Pierre Rousselot SJ ein Lizenziat im Fach Fundamentaltheologie. Während seines Studiums in Rom war er Alumnus des Pontificium Collegium Germanicum et Hungaricum de Urbe, an dem er zeitweise auch als Disziplinarpräfekt fungierte. In den Semesterferien wirkte er als Seelsorger in der Pfarrei Unsere Liebe Frau vom Schnee in Horgoš und als Religionslehrer an der Technischen Schule in Subotica.
Nach der Rückkehr in seine Heimat war Štefković von 2006 bis 2021 als persönlicher Sekretär des Bischofs von Subotica, János Pénzes, und als Archivar der Diözesankurie tätig. Von 2007 bis 2016 fungierte er zusätzlich als Zeremoniar und als Pressesprecher des Bistums Subotica. Ferner leitete er die diözesane Kirchenzeitung Zvonik. In dieser Zeit gehörte er dem Priesterrat, dem Konsultorenkollegium und dem Diözesanvermögensverwaltungsrat des Bistums an. Zudem wirkte er von 2010 bis 2015 als beigeordneter Sekretär und von 2016 bis 2021 als Generalsekretär der Internationalen Bischofskonferenz der Heiligen Kyrill und Method. Ab 2021 war Štefković Diözesanökonom des Bistums Subotica und Direktor des Priesterhauses Josephinum. Überdies lehrte er Fundamentaltheologie am Institut für Theologie und Katechetik des Bistums Subotica.
Am 18. März 2024 ernannte ihn Papst Franziskus zum Bischof von Zrenjanin. Der Erzbischof von Belgrad, László Német SVD, spendete ihm am 1. Juni desselben Jahres in der Johannes-Nepomuk-Kathedrale in Zrenjanin die Bischofsweihe; Mitkonsekratoren waren der Bischof von Syrmien, Fabijan Svalina, und der Apostolische Nuntius in Serbien, Erzbischof Santo Gangemi. Sein Wahlspruch Ambulamus in Lumine Domini („Im Licht des Herrn wandeln wir“) stammt aus Jes 2,5 .